# Verenigde Republiek Suvadiva
De Verenigde Republiek Suvadiva (Divehi: އެކުވެރި ސުވައިދީބު ޖުމްހޫރިއްޔާ Ekuveri Suvaidib Jumhouriyya), of kortweg Suvadiva, was van 1959 tot 1963 een niet-erkende onafhankelijke staat. De republiek bestond uit een groep afgelegen zuidelijke atollen (Addu-atol, Huvadhu-atol en Fuvammulah) van de eilandengroep Maldiven. De atollen hadden zich op 3 januari 1959 onafhankelijk verklaard van het Sultanaat der Maldiven (een Brits protectoraat) uit onvrede met het centrale landsbestuur. Aanvankelijk werd Suvadiva door de Britten beschermd tegen militair ingrijpen van de Maldivische regering, maar in 1960 lieten de Britten de republiek aan zijn lot over. Op 23 september 1963 gaf Suvadive zich over aan de Britten en werd het weer een onderdeel van de Maldiven. 